# 하세케바라촌
하세케바라촌(長谷毛原村)은 와카야마현 가이소군에 있던 촌이다. 현재의 기미노정 동쪽 끝에 해당한다.

## 역사
- 1889년 4월 1일 - 정촌제 시행에 의해 8개촌의 구역을 가지고 성립하였다.
- 1896년 4월 1일 - 아마군, 나구사군과 합병해 가이소군이 되었다.
- 1955년 6월 1일 - 가미코노촌, 시모코노촌, 구니요시촌, 마쿠니촌과 합병해, 미사토정이 성립하여, 동일 하세케바라촌은 폐지되었다.

## 참고문헌
- 角川日本地名大辞典 30 和歌山県